# Allium palentinum
Allium palentinum es una especie de planta bulbosa perteneciente a la familia Amaryllidaceae.

## Descripción
Es una planta herbácea bulbosa perenne, de la misma familia que el ajo,  endémico de la cordillera Cantábrica. Algunos autores consideran a esta especie como una subespecie de Allium eritrocerum, aunque los estudios publicados por el Real Jardín Botánico de España, ponen de manifiesto suficientes diferenceas morfológica y biológicas como para considerarlo especie propia. 
Tiene bulbos fusiformes de hasta 5 cm de largo, unidos en grupos de 2 o 3. Florece entre julio y agosto, presentando unas vistosas flores violetas. Crece en canchales y roquedos calizos, pudiendo superar los 3000 m s. n. m.
Como la mayoría de las plantas de su género, desprende un característico olor, debido a la aliína, un sulfuro que se transforma en alicina al ser cortadas o machacadas cualquier parte de la planta. A esta sustancia se le reconocen propiedades antibacterianas y antifúngicas.

## Taxonomía
Allium palentinum fue descrita por Losa & P.Monts. y publicado en Anales del Instituto Botánico A. J. Cavanilles 11: 423. 1953.
Etimología
Allium: nombre genérico muy antiguo. Las plantas de este género eran conocidos tanto por los romanos como por los griegos. Sin embargo, parece que el término tiene un origen celta y significa "quemar", en referencia al fuerte olor acre de la planta. Uno de los primeros en utilizar este nombre para fines botánicos fue el naturalista francés Joseph Pitton de Tournefort (1656-1708).
palentinum: epíteto geográfico que alude a su localización en Palencia.

## Véase
- Terminología descriptiva de las plantas
- Historia de la Botánica
- Características de las amarillidáceas